# Begonia strigillosa
Begonia strigillosa là một loài thực vật có hoa trong họ Thu hải đường. Loài này được A.Dietr. mô tả khoa học đầu tiên năm 1851.